# Ralph E. Flanders
Ralph E. Flanders (Barnet, 1880. szeptember 28. – Springfield, 1970. február 19.) az Amerikai Egyesült Államok szenátora (Vermont, 1946–1959).